# Lista de países por índice de poder militar
Essa é uma lista com os países com forças armadas mais poderosas, baseada no ranking Global Firepower em 2023. Os fatores que foram levados em consideração para formular o poder militar e os seus pesos foram: número de tropas em serviço ativo nas forças armadas, força terrestre (tanques, veículos blindados, projetores de foguetes e baterias de artilharia, robôs), força naval (porta-aviões, fragata, destroyer, corvetas, submarinos e navios patrulha) e força aérea (asa fixa e rotativa). O Índice de Poder Militar  inclui 138 forças armadas mais poderosas e não põe em conta o real nível de treinamento que elas podem ter, nesse artigo terá apenas as 15 mais poderosas.

## Lista
| índice de Poder Militar | índice de Poder Militar | índice de Poder Militar | índice de Poder Militar                     | índice de Poder Militar | índice de Poder Militar | índice de Poder Militar | índice de Poder Militar |
| --- | ----------------------- | ----------------------- | ------------------------------------------- | ----------------------- | ----------------------- | ----------------------- | ----------------------- |
| Ranking | País                    | Pontuação               | Número de tropas em serviço ativo e reserva | Força Terrestre         | Força Aérea             | Força Naval             |                         |
| 1 | Estados Unidos          | 0.0699                  | 2.127.500                                   | 48.422                  | 13.264                  | 415                     |                         |
| 2 | Rússia                  | 0.0702                  | 1.015.128                                   | 86.389                  | 4.163                   | 352                     |                         |
| 3 | China                   | 0.0722                  | 2.693.000                                   | 65.346                  | 3.210                   | 714                     |                         |
| 4 | Índia                   | 0.1025                  | 1.004.500                                   | 11.525                  | 2.123                   | 295                     |                         |
| 5 | Coreia do Sul           | 0.1505                  | 3.600.000                                   | 14.733                  | 1.649                   | 166                     |                         |
| 6 | Paquistão               | 0.1694                  | 1.147.500                                   | 6.979                   | 1.229                   | 188                     |                         |
| 7 | Japão                   | 0.1711                  | 163.271                                     | 5.188                   | 811                     | 76                      |                         |
| 8 | Reino Unido             | 0.1435                  | 216.880                                     | 4.877                   | 1.561                   | 320                     |                         |
| 9 | França                  | 0.1848                  | 215.641                                     | 9.536                   | 613                     | 81                      |                         |
| 10 | Itália                  | 0.1973                  | 357.000                                     | 3.345                   | 715                     | 110                     |                         |
| 11 | Turquia                 | 0.2016                  | 260.000                                     | 4.475                   | 860                     | 143                     |                         |
| 12 | Brasil                  | 0.2151                  | 1.674.500                                   | 11.384                  | 1.054                   | 319                     |                         |
| 13 | Indonésia               | 0.2221                  | 500.000                                     | 15.442                  | 1.055                   | 194                     |                         |
| 14 | Egito                   | 0.2224                  | 917.500                                     | 8.577                   | 509                     | 398                     |                         |
| 15 | Ucrânia                 | 0.2516                  | 209.000                                     | 16.233                  | 350                     | 48                      |                         |
| Os quatro elementos utilizados na análise e seus pesos foram: número de tropas em serviço ativo e reserva, força terrestre (tanques, veículos blindados, projetores de foguetes e baterias de artilharia), força aérea (asa fixa e rotativa) e força naval (Porta aviões, fragata, destroyer, corvetas, submarinos e navios patrulha). |                         |                         |                                             |                         |                         |                         |                         |
| Fonte: https://www.globalfirepower.com/countries-listing.php |                         |                         |                                             |                         |                         |                         |                         |
| |                         |                         |                                             |                         |                         |                         |                         |